# Cicle de treball

Fig.1 El cicle útil D és definit com la relació entre la durada del pols τ i el període (T) d'una ona quadrada.

Cicle de treball, en electrònica, és la relació que existeix entre el temps en què el senyal es troba en estat actiu i el període d'aquest senyal. El seu valor va de 0 a 1 i ve donat per la següent expressió:
{\displaystyle D={\frac {\tau }{\mathrm {T} }}\,}
on
D és el cicle de treball
{\displaystyle \tau } és la durada on la funció està en nivell alt (normalment quan la funció és major que zero);
{\displaystyle \mathrm {T} } és el Període de la funció.